# Байёльваль
Байёльваль (фр. Bailleulval) — коммуна во Франции, входит в регион О-де-Франс, департамент Па-де-Кале, округ Аррас, кантон Авен-ле-Конт. 

## География
Расположена в 12 км по автодорогам к юго-востоку от города Авен-ле-Конт и в 13,5 км по автодорогам к юго-западу от Арраса.
Граничит с коммунами Берль-о-Буа, Байёльмон, Гуи-ан-Артуа, Моншье, Басё и Ривьер.
Состоит из основной части застройки и небольшого посёлка Бак-дю-Сюд при бывшей железнодорожной станции, возникшего в XIX веке.

## История
Впервые упоминается в 1250 году в форме Bailluel el val. Слово «val» обозначает, что коммуна находится ниже по отношению к соседней коммуне Байёльмон.
С 1793 по 1801 годы коммуна входила в состав кантона Боме района Аррас департамента Па-де-Кале.
Затем до кантональной реформы 2015 года коммуна входила в состав кантона Боме (Боме-ле-Лож) округа Аррас.
По переписи 1861 года в коммуне проживало 375 человек в 89 домохозяйствах в 89 жилых одноэтажных домах (2 одиночки, 16 домохозяйств из двух членов, 17 — из трёх, 15 — из четырёх, 18 — из пяти членов, 11 — из шести, 10 — из семи и более членов). Все они были французами и католиками.
Из 189 мужчин было 92 холостых, 86 женатых и 11 вдовцов, из 186 женщин — 83 холостых, 85 замужних и 18 вдов.
По профессии (вместе с членами семей) было 122 собственника, обрабатывающих свои земли и 220 подёнщиков в сельскохозяйственном секторе, 3 работника карьера, 3 столяра или плотника, 2 портных и 3 сапожника, мельник и 3 работника общепита, 3 ремонтника повозок в сфере промышленности и ремёсел, 1 бакалейщик в сфере торговли, 1 сиделка или могильщик, 1 работник частного образования и 1 охранник, а также 5 живущих за счёт сдачи недвижимости в аренду и 6 детей в приютах.
По переписи 1866 года из скота в коммуне имелось 55 лошадей, 2 мула, 14 ослов, 236 голов крупного рогатого скота, 401 овца, 18 коз и 61 свинья. В коммуне проживало 365 человек (184 мужчины, 181 женщина); из 89 жилых домов 1 был пустующим и 88 обитаемыми; 88 домов имели один этаж и 1 дом — два этажа.
| Мужчин | Возраст | Женщин |
| ------ | ------- | ------ |
| 0      | 80-84   | 1      |
| 2      | 75—79   | 4      |
| 5      | 70—74   | 4      |
| 10     | 65—69   | 10     |
| 5      | 60—64   | 12     |
| 9      | 55—59   | 11     |
| 8      | 50—54   | 8      |
| 7      | 45—49   | 9      |
| 10     | 40—44   | 8      |
| 17     | 35—39   | 16     |
| 18     | 30—34   | 13     |
| 11     | 25—29   | 17     |
| 14     | 20—24   | 7      |
| 11     | 15—19   | 9      |
| 17     | 10—14   | 13     |
| 23     | 5—9     | 17     |
| 17     | 0—4     | 22     |

По переписи 1891 года из 344 человек вместе с членами семей 271 занимался сельским хозяйством, 42 — промышленностью и ремеслом (9 — производством изделий из металла, 7 — из кожи, 4 — из дерева, 19 — строительством зданий, 3 — производством одежды), 2 — транспортом (работали на железной дороге), 24 — торговлей (16 работников общепита и 8 торговцев продуктами питания), 1 был полицейским, 2 работали в образовании, также был 1 рантье и 1 человек без профессии.

## Достопримечательности и инфраструктура
- Мэрия и зал собраний;
- Католическая церковь святого Мартина XIX века с кладбищем около неё;
- Британское кладбище времён Первой мировой войны у национальной автодороги N25;
- Памятник павшим;
- До недавнего времени в конце Замковой улицы сохранялись остатки феодального замка XIII века.

## Экономика[7]
Средний располагаемый доход на единицу потребления в 2020 году составлял 22860 евро. Уровень безработицы в 2018 году — 8,3 % (в 2013 году — 11,5 %, в 2008 году — 3,3 %). Из 142 жителей в возрасте от 15 до 64 лет — 70,4 % работающих, 6,3 % безработных, 9,9 % учащихся, 8,5 % пенсионеров и предпенсионеров и 4,9 % других неактивных.
Из 102 работающих 11 работали в своей коммуне, 91 — в другой. 85,3 % работающих добирались на работу на автомобиле, 6,9 % — на общественном транспорте, по 3,9 % работали из дома и добирались на работу пешком.
Структура предприятий (всего 22) и рабочих мест (всего 6) в коммуне по состоянию на 31 декабря 2015 года:
- сельское хозяйство — 28,6 %
- промышленность — 3,6 %
- строительство — 17,9 %
- торговля, транспорт и сфера услуг — 32,1 %
  - в том числе торговля и ремонт автомобилей — 3,6 %
- государственные и муниципальные службы — 17,9 %

В этот период в сельском хозяйстве было одно микропредприятие с одним наёмным работником и 6 учреждений без наёмных работников. Также имелось одно микропредприятие с 2 наёмными работниками и два учреждения без наёмных работников в строительстве, а также одно учреждение без наёмных работников в промышленности. В сфере услуг, торговли и транспорта имелось 9 учреждений (из них одно в сфере торговли и ремонта автомобилей) без наёмных работников. В сфере государственных и муниципальных служб было два учреждения в сумме с 3 наёмными работниками.
В 2018 году в коммуне работали 20 человек. По состоянию на конец 2021 года, кроме индивидуальных предпринимателей, имелось одно микропредприятие с 1 наёмным работником в промышленности, два микропредприятия в сумме с 3 наёмными работниками в строительстве, а также одно учреждение с 3 наёмными работниками в сфере государственных и муниципальных служб. Крупных предприятий в коммуне нет.

## Политика
Пост мэра с 2020 года занимает Гарольд Тету (Harold Tétu), до этого с 2001 года его занимал Бруно Вермут (Bruno Vermoote). В муниципальный совет входит 11 депутатов, включая мэра. В 2020 году они были выбраны в первом туре из 12 кандидатов.

## Демография[7]
| Год  | Численность | Численность |
| ---- | ----------- | ----------- |
| 1793 | 291         | [ 13 ]      |
| 1800 | 314         | [ 13 ]      |
| 1806 | 344         | [ 13 ]      |
| 1821 | 315         | [ 13 ]      |
| 1831 | 320         | [ 13 ]      |
| 1836 | 339         | [ 13 ]      |
| 1841 | 344         | [ 13 ]      |
| 1846 | 358         | [ 13 ]      |
| 1851 | 354         | [ 13 ]      |
| 1856 | 363         | [ 13 ]      |
| 1861 | 375         | [ 13 ]      |
| 1866 | 365         | [ 13 ]      |
| 1872 | 335         | [ 13 ]      |
| 1876 | 348         | [ 13 ]      |
| 1881 | 344         | [ 13 ]      |
| 1886 | 345         | [ 13 ]      |
| 1891 | 355         | [ 13 ]      |
| 1896 | 322         | [ 13 ]      |
| 1901 | 310         | [ 13 ]      |
| 1906 | 289         | [ 13 ]      |
| 1911 | 269         | [ 13 ]      |
| 1921 | 269         | [ 13 ]      |
| 1926 | 283         | [ 13 ]      |
| 1931 | 277         | [ 13 ]      |
| 1936 | 271         | [ 13 ]      |
| 1946 | 260         | [ 13 ]      |
| 1954 | 282         | [ 13 ]      |
| 1962 | 261         | [ 13 ]      |
| 1968 | 255         | [ 13 ]      |
| 1975 | 240         | [ 13 ]      |
| 1982 | 259         | [ 13 ]      |
| 1990 | 273         | [ 13 ]      |
| 1999 | 272         | [ 13 ]      |
| 2006 | 269         | [ 14 ]      |
| 2007 | 269         | [ 15 ]      |
| 2008 | 268         | [ 16 ]      |
| 2009 | 274         | [ 17 ]      |
| 2010 | 273         | [ 18 ]      |
| 2011 | 269         | [ 19 ]      |
| 2012 | 264         | [ 20 ]      |
| 2013 | 260         |             |
| 2014 | 261         | [ 21 ]      |
| 2015 | 259         | [ 22 ]      |
| 2016 | 258         | [ 23 ]      |
| 2017 | 240         | [ 24 ]      |
| 2018 | 230         | [ 25 ]      |
| 2019 | 232         | [ 26 ]      |
| 2020 | 232         | [ 27 ]      |
| 2021 | 230         | [ 28 ]      |
| 2022 | 233         | [ 29 ]      |

В 2018 году в коммуне проживало 230 человек (103 мужчины и 127 женщин), 50,0 % из 184 человек в возрасте от 15 лет состояли в браке, а 26,6 % никогда не состояли в браке или сожительстве.
| Мужчин | Возраст | Женщин |
| ------ | ------- | ------ |
| 1      | 90+     | 1      |
| 5      | 75—89   | 12     |
| 17     | 60—74   | 21     |
| 27     | 45—59   | 24     |
| 23     | 30—44   | 22     |
| 14     | 15—29   | 17     |
| 16     | 0—14    | 30     |

С 2013 по 2018 год средняя ежегодная убыль населения составляла 2,4 % (естественный прирост — 0,1 %, миграционная убыль — 2,5 %). Средний уровень рождаемости составлял 12,9 ‰, а уровень смертности — 12,1 ‰.
В коммуне было 106 частных домов, из них 90 основных (первых) жилищ и 16 пустующих. На каждое первое жилище приходилось в среднем 2,56 человека. Из 90 первых жилищ 80 находились в собственности, 8 арендовались и ещё в 2 жители проживали бесплатно.
Из первых жилищ значительная часть (37) была построена до 1919 года, 21 — между 1971 и 1990 годами, 11 — между 1946 и 1970 годами, 10 — между 1919 и 1945 годами, 7 — между 1991 и 2005 годами и лишь 4 — после 2005 года. Среднее количество комнат в первых жилищах — 5,2. 68 первых жилищ имели отопление, в том числе 20 — электрическое.
Из 90 домохозяйств 87 имели автомобили, в том числе 39 — один автомобиль, 48 — два или более автомобиля.
Количество учащихся составляло 58 человек. Ближайшие детский сад и начальная школа находятся в соседней коммуне Байёльмон.
Из 165 закончивших обучение 23,6 % не имели образования или окончили начальную школу, 5,5 % окончили коллеж, 24,8 % имели среднее или среднее профессиональное образование, 18,8 % окончили лицей, 20,0 % имели неоконченное высшее образование и 7,3 % были бакалаврами.